# هان کی-بوم
هان کی-بوم (انگلیسی: Han Ki-bum؛ زادهٔ ۷ ژوئن ۱۹۶۴)  بازیکن بسکتبال اهل کره جنوبی بود. وی در بازی‌های المپیک تابستانی ۱۹۸۸ شرکت کرده‌است.